# SGI Europe
SGI Europe (bis Dezember 2020 CEEP – Europäischer Zentralverband der Arbeitgeber und Unternehmen, die öffentliche Dienstleistungen und Dienstleistungen von allgemeinem Interesse erbringen) ist ein europäischer Verband, der Unternehmen vertritt, die Dienstleistungen von allgemeinem Interesse erbringen, unabhängig von ihren Eigentumsverhältnissen oder ihrem Status.
SGI Europe ist einer der drei allgemeinen branchenübergreifenden Sozialpartner (SGI Europe und Business Europe als Arbeitgebervertreter sowie der EGB als Arbeitnehmerverter) auf europäischer Ebene, die von der Europäischen Kommission anerkannt sind. Es vertritt die Arbeitgeber der öffentlichen Dienste und der Dienstleistungen von allgemeinem Interesse im europäischen Sozialen Dialoges.
SGI Europe und sein Brüsseler Generalsekretariat vertreten die Interessen ihrer Mitglieder vor den europäischen Institutionen. Durch Kontakte zu europäischen Institutionen wie dem Europäischen Parlament, dem Wirtschafts- und Sozialausschuss, dem Europäischen Ausschuss der Regionen und der Europäischen Kommission wird SGI Europe zu Verordnungs-, Richtlinien- und anderen Gesetzesentwürfen, die für seine Mitglieder von Interesse sind, konsultiert. SGI Europe entsendet Vertreter und Beobachter in Ausschüsse und beratende Gremien der europäischen Institutionen und kann so seine Mitglieder über die neuesten Entwicklungen auf europäischer Ebene, die für sie von Interesse sind, auf dem Laufenden halten.
Seit dem 8. Dezember 2020 ist Pascal Bolo Präsident von SGI Europe.